# Бретиньоль-сюр-Мер
Бретиньоль-сюр-Мер (фр. Bretignolles-sur-Mer) — коммуна на западе Франции, регион Пеи-де-ла-Луар, департамент Вандея, округ Ле-Сабль-д’Олон, кантон Сент-Илер-де-Рье. Расположена на берегу Бискайского залива в 34 км к западу от Ла-Рош-сюр-Йона, в 34 км от автомагистрали А87.
Население (2019) — 5 066 человек.

## Достопримечательности
- Шато Бомарше XVI века, в котором на несколько дней останавливался король Генрих IV
- Церковь Вознесения Девы Марии
- Дольмен Пьер-Леви

## Экономика
Структура занятости населения:
- сельское хозяйство — 1,9 %
- промышленность — 6,1 %
- строительство — 14,8 %
- торговля, транспорт и сфера услуг — 51,9 %
- государственные и муниципальные службы — 25,4 %

Уровень безработицы (2019) — 13,6 % (Франция в целом — 12,9 %, департамент Вандея — 10,5 %). 

Среднегодовой доход на 1 человека, евро (2019) — 23 670 (Франция в целом — 21 930, департамент Вандея — 21 550).

## Демография
Динамика численности населения, чел.

## Администрация
Пост мэра Бретиньоль-сюр-Мера с 2020 года занимает Фредерик Фуке (Frédéric Fouquet). На муниципальных выборах 2020 года возглавляемый им правый список победил во 2-м туре, получив 60,40 % голосов.
| Период | Период | Фамилия         | Партия        | Примечания               |
| ------ | ------ | --------------- | ------------- | ------------------------ |
| 1977   | 1983   | Поль Виттер     |               |                          |
| 1983   | 1989   | Роже Арто       |               |                          |
| 1989   | 2001   | Оливье д’Одифре | Разные правые | руководитель предприятия |
| 2001   | 2020   | Кристоф Шабо    | Разные правые | руководитель предприятия |
| 2020   |        | Фредерик Фуке   | Разные правые | коммерческий директор    |

## Прочее
С 2002 года в Бретиньоль-сюр-Мере ежегодно проводится фестиваль современной музыки «7-я волна» (фр. La 7e Vague). В апреле здесь ежегодно проходит этап европейского тура по серфингу.

## Галерея

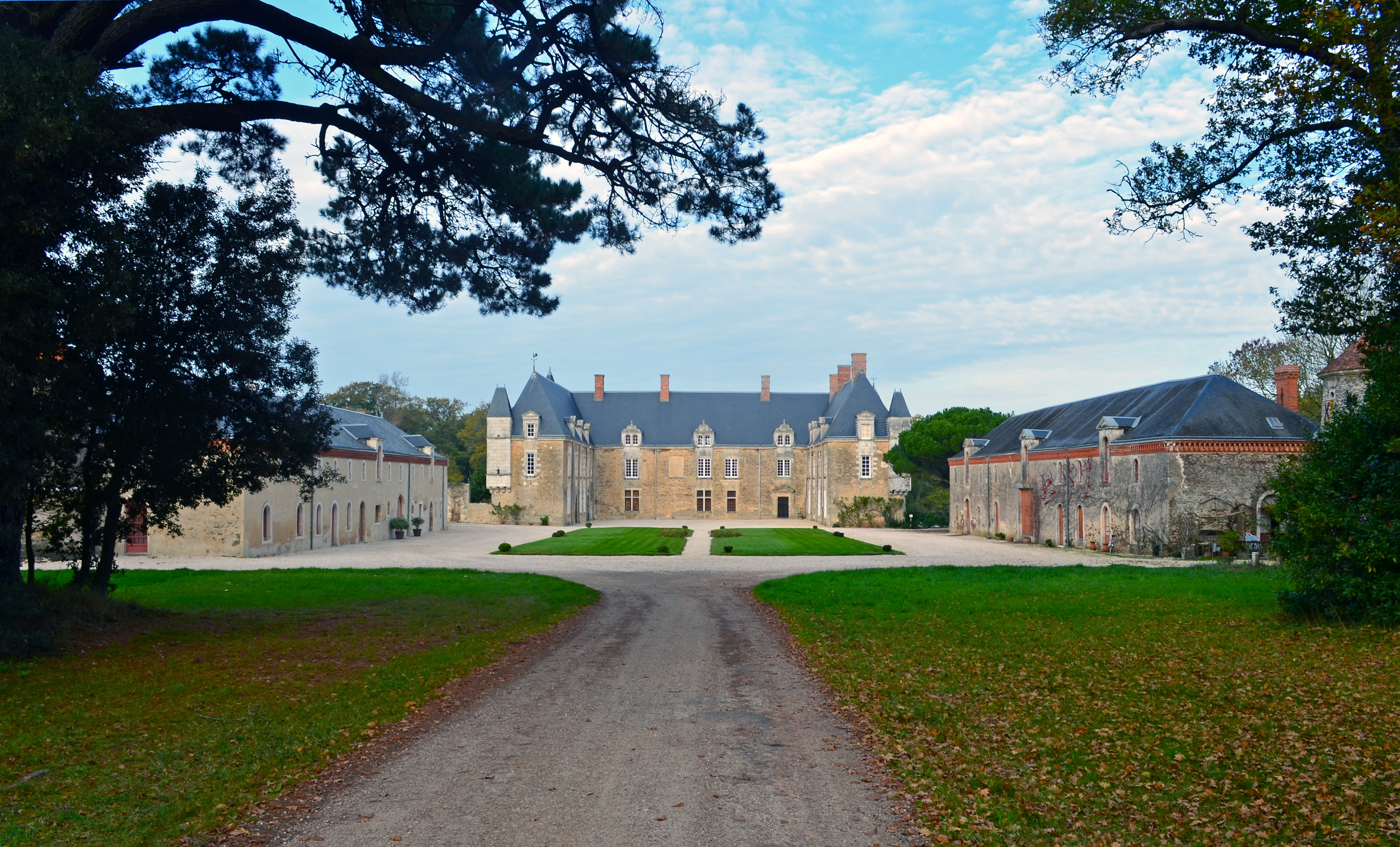
Шато Бомарше
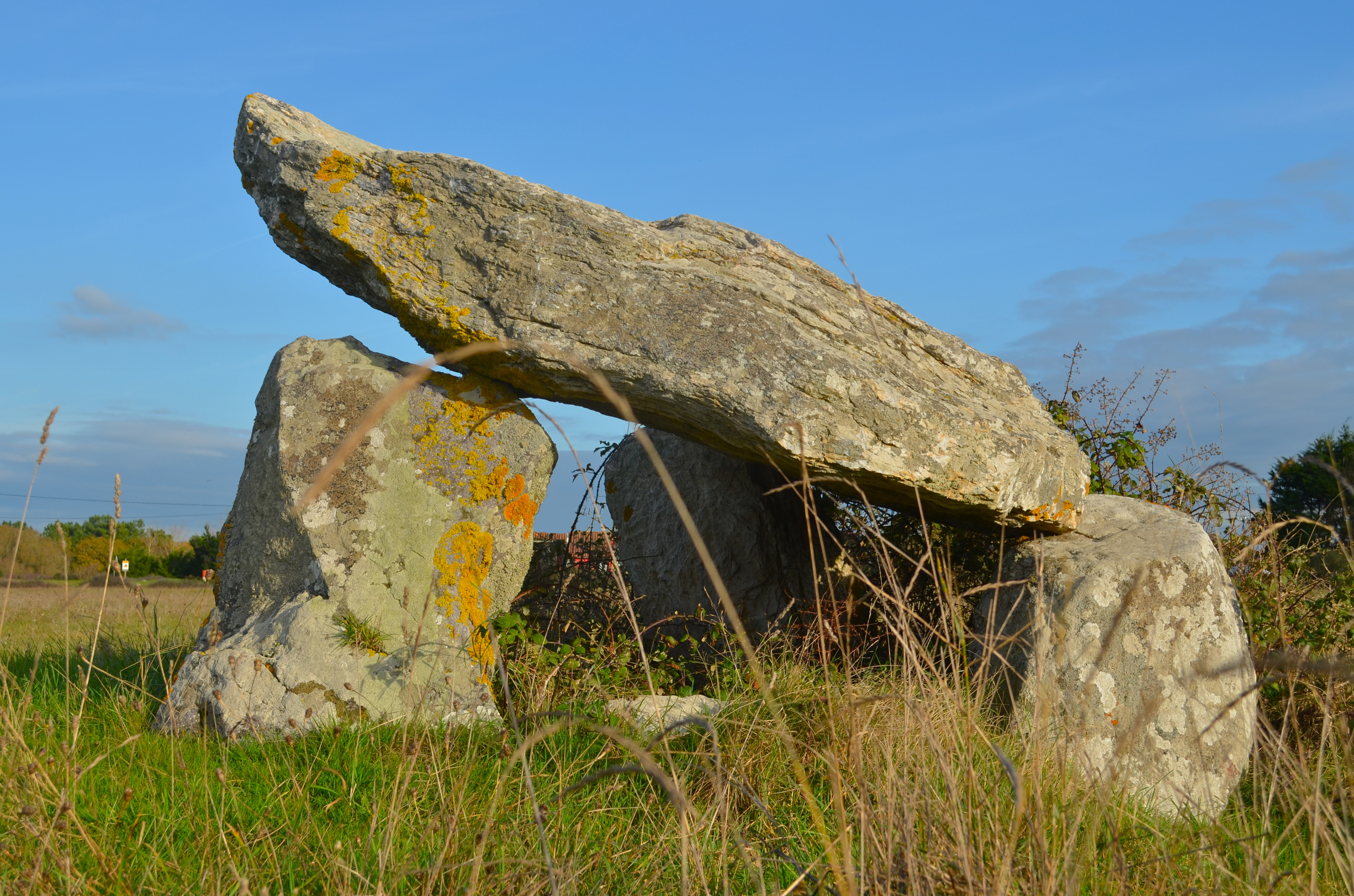
Дольмен Пьер-Леви
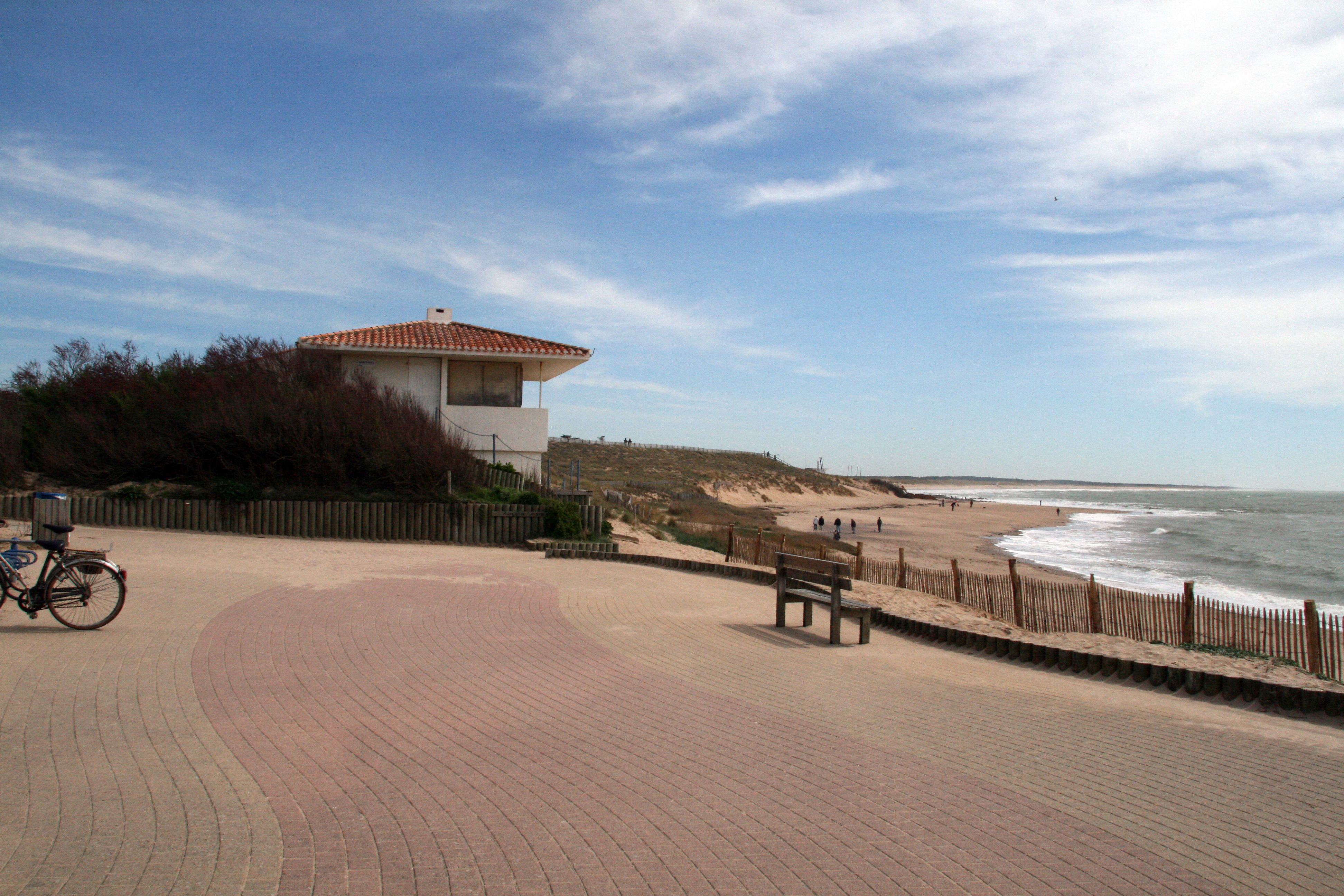
Пляж